# Stålrörsmöbel
En stålrörsmöbel är en möbel där merparten av de bärande delarna är tillverkade av stålrör. Även begreppet stålmöbel förekommer och är användbart för att beskriva möbler som är tillverkade av stål men inte i form av rör.

## Historia
Den första stålrörsmöbeln med designanspråk brukar tillskrivas den ungerske arkitekten Marcel Breuer som år 1925, när han var lärare på Bauhaus i Dessau, formgav stålrörsstolen Wassily Chair. Emellertid var det den holländske arkitekten Mart Stam som på den stora bostadsutställningen i Stuttgart år 1927 först presenterade en stålrörsstol för allmänheten. Stams stol karaktäriseras av att den har en fribärande konstruktion utan bakben (engelska: Cantilever chair). Den brukar med anledning av sin innovativa designlösning kallas för stålrörsmöblernas ursprungsstol.
Stams fribärande stol blev epokbildande varefter alla moderna arkitekter ville göra sin egen funkisstol. Det plagierades ganska friskt. Kort efter att Stams stol visats upp tog den österrikiske arkitekten Anton Lorentz fram en variant med karmstöd. Den stolen tillverkades av Thonet-koncernen och blev flitigt kopierad.
Men funktionella stålrörsmöbler fanns långt före dess. Bärande konstruktion av stålrör i möbler förekom redan på 1890-talet i bland annat sjukhusmiljöer. Till tidiga exempel på stålrörsstolar hör en bilstol som konstruerades av tjeckiska biltillverkaren Tatra med start år 1919 och Fokkers flygplansstol från år 1924. Bland andra arkitekter och formgivare som tidigt experimenterade med stålrörsmöbler kan nämnas Mies van der Rohe, Lilly Reich och Eileen Gray.

## Tillverkare
| Företagsnamn                                                               | Ort        | Period  | Period  | Arkitekt, möbelformgivare                                          | Produkt |
| Företagsnamn                                                               | Ort        | Grundat | Upplöst | Arkitekt, möbelformgivare                                          | Produkt |
| -------------------------------------------------------------------------- | ---------- | ------- | ------- | ------------------------------------------------------------------ | --- |
| Vilhelm Andersons Metallfabrik                                             |            | Okänt   | Okänt   |                                                                    | Sittmöbler (medverkar bl a på Stockholmsutställningen 1930)                                                     |
| Chamberts möbelfabrik                                                      | Norrköping | 1883    | Okänt   | Erik Chambert                                                      | Sittmöbler |
| Stockholms nya järnsängsfabrik (tidigare Sängfabriken)                     | Stockholm  | 1901    | Okänt   | Gustaf Clason, Sven Markelius                                      | Sittmöbler |
| Grythyttan stålmöbler                                                      | Grythyttan | 1895    | –       | Artur Lindqvist                                                    | Sittmöbler, bord, vanligen avsedda för utomhusbruk, möblerna är inte av rör utan av tunnare massivt fjäderstål. |
| Verkstads AB Lindqvist                                                     | Motala     | 1927    | Okänt   | Axel Larsson                                                       | Sittmöbler, köksstege.                                                                                          |
| Arvid Böhlmarks lampfabrik                                                 | Stockholm  | 1872    | 1977    | Harald Bergsten, Erik Lund (Kooperativa förbundets arkitektkontor) | Sittmöbler |
| Bröderna Malmströms metallvarufabrik                                       | Malmö      | 1904    | 1974    | Carl-Axel Acking, Mauser Werke                                     | Sittmöbler, bord.                                                                                               |
| Aktiebolaget AW Nilssons Fabriker (alt Gustaf Nilssons korgmakeriverkstad) | Malmö      | 1855    | 1973    |                                                                    | Sittmöbler, bord, barnvagnar.                                                                                   |
| Nordiska Kompaniets verkstäder                                             | Nyköping   | 1903    | 1973    | Axel Einar Hjorth                                                  | Sittmöbler, bord.                                                                                               |
| Källemo                                                                    | Värnamo    | 1927    | –       | Gunnar Asplund                                                     | Pall ursprungligen framtagen för Svenskt Tenn.                                                                  |
| Tranås skolmöbler                                                          | Tranås     | 1896    | –       |                                                                    | Stol nr 111 (1955–1981).                                                                                        |
| DS Stålmöbler                                                              | Malmö      | –       | –       |                                                                    | Sittmöbler |

## Galleri

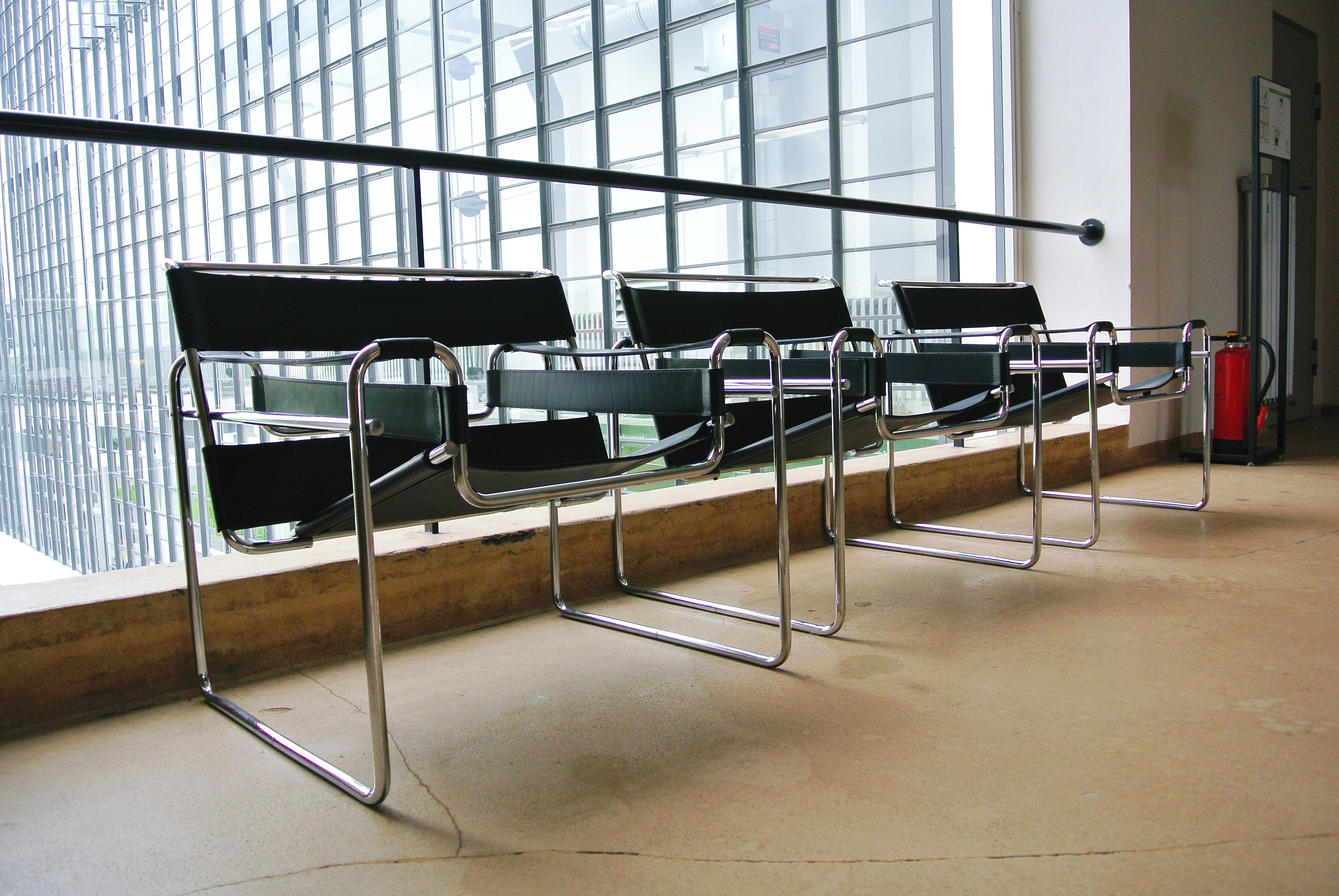
Stolen B3 även kallad Wassily Chair, Marcel Breuer, utställda på Bauhaus Dessau.
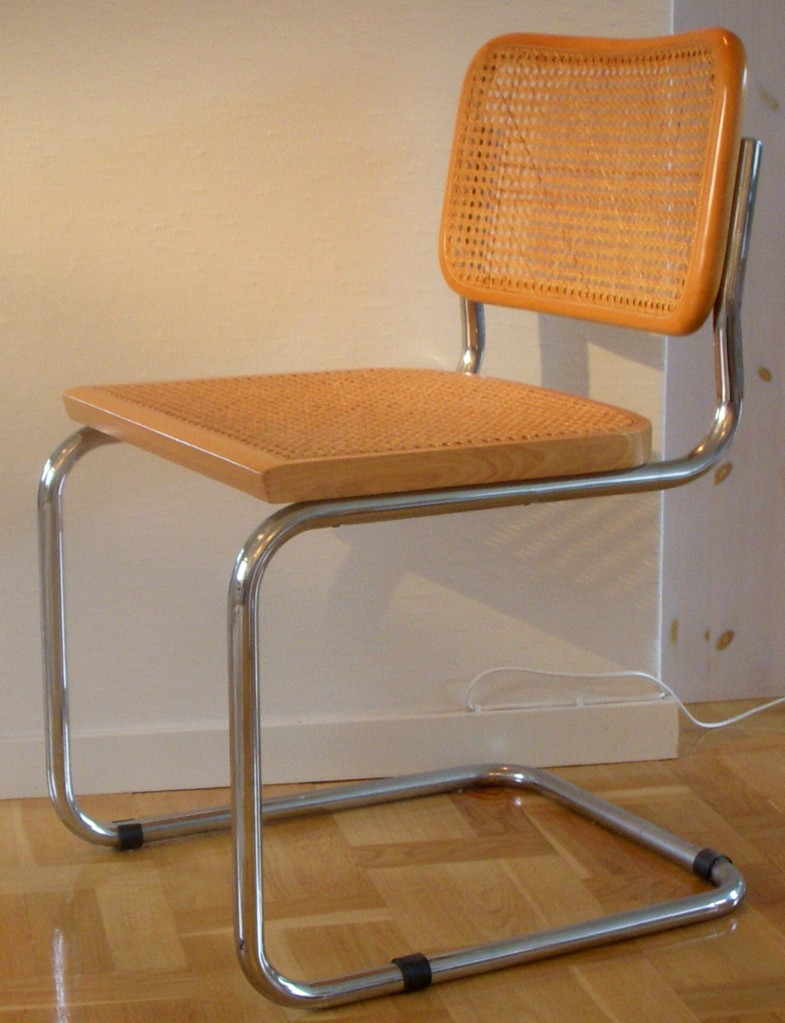
En kopia av stolen S32, Marcel Breuer.
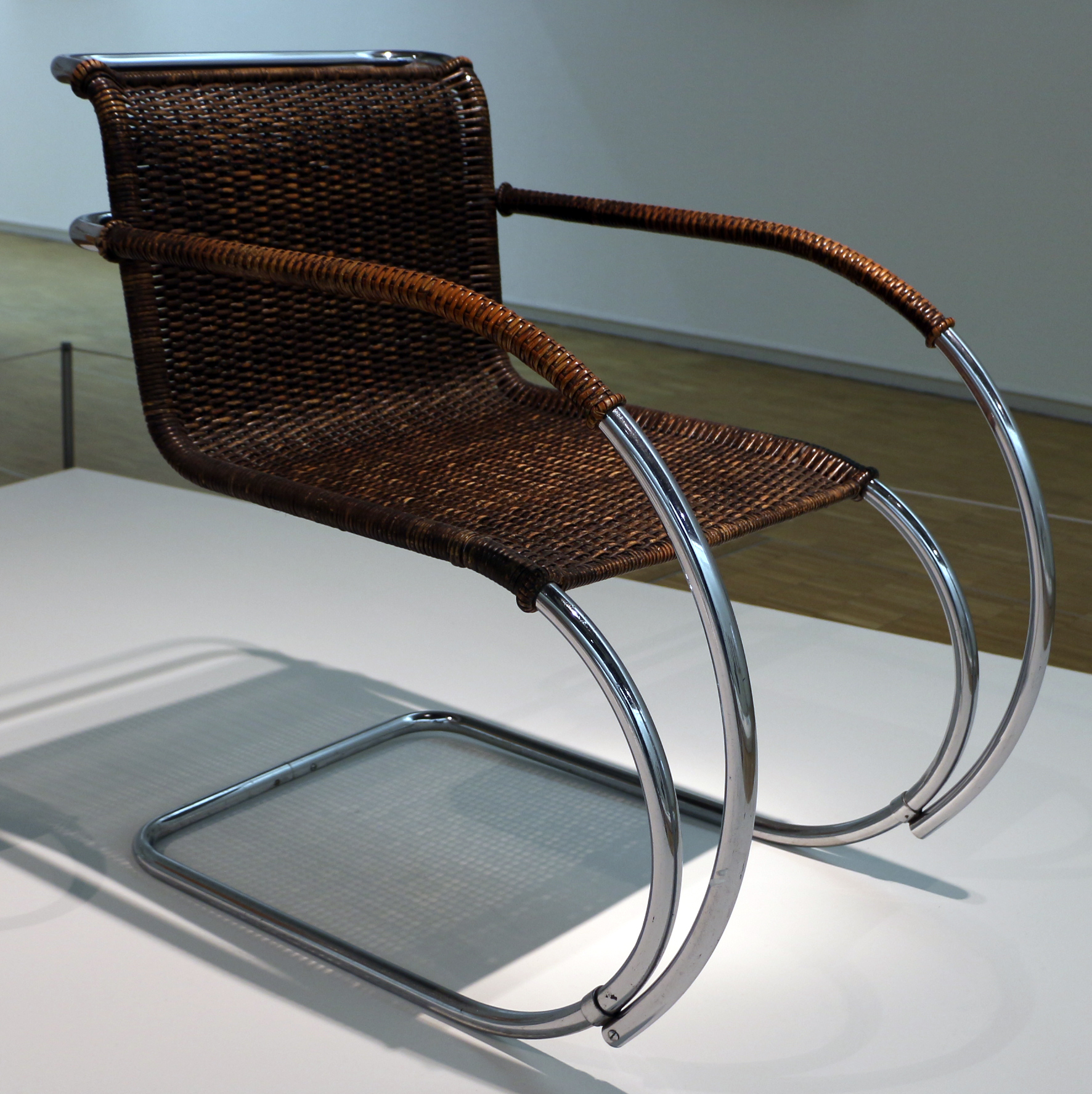
Stolen MR20, Mies van der Rohe, Centre Georges-Pompidou.
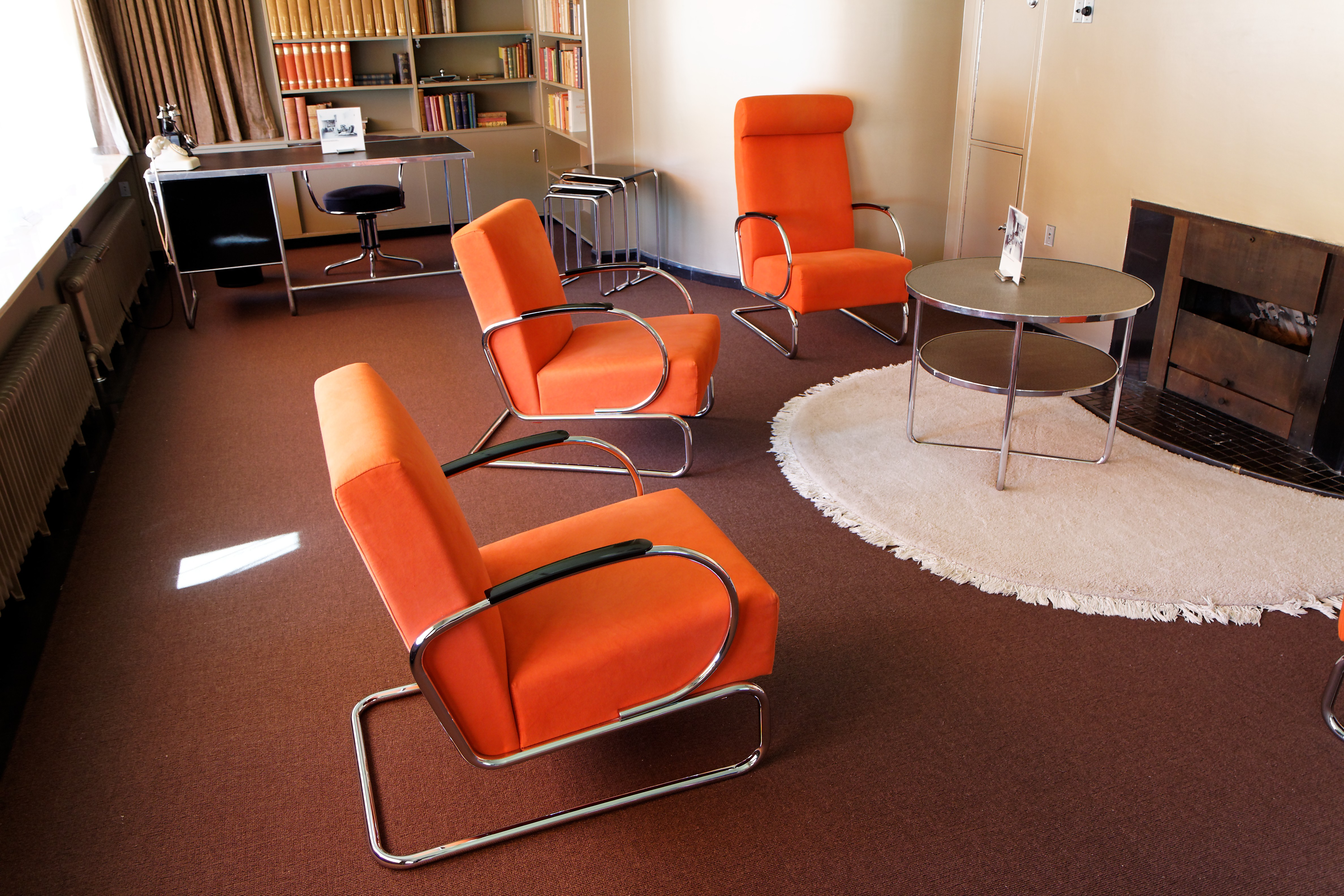
Inredning med stålrörsmöbler, Nederländerna (1933).
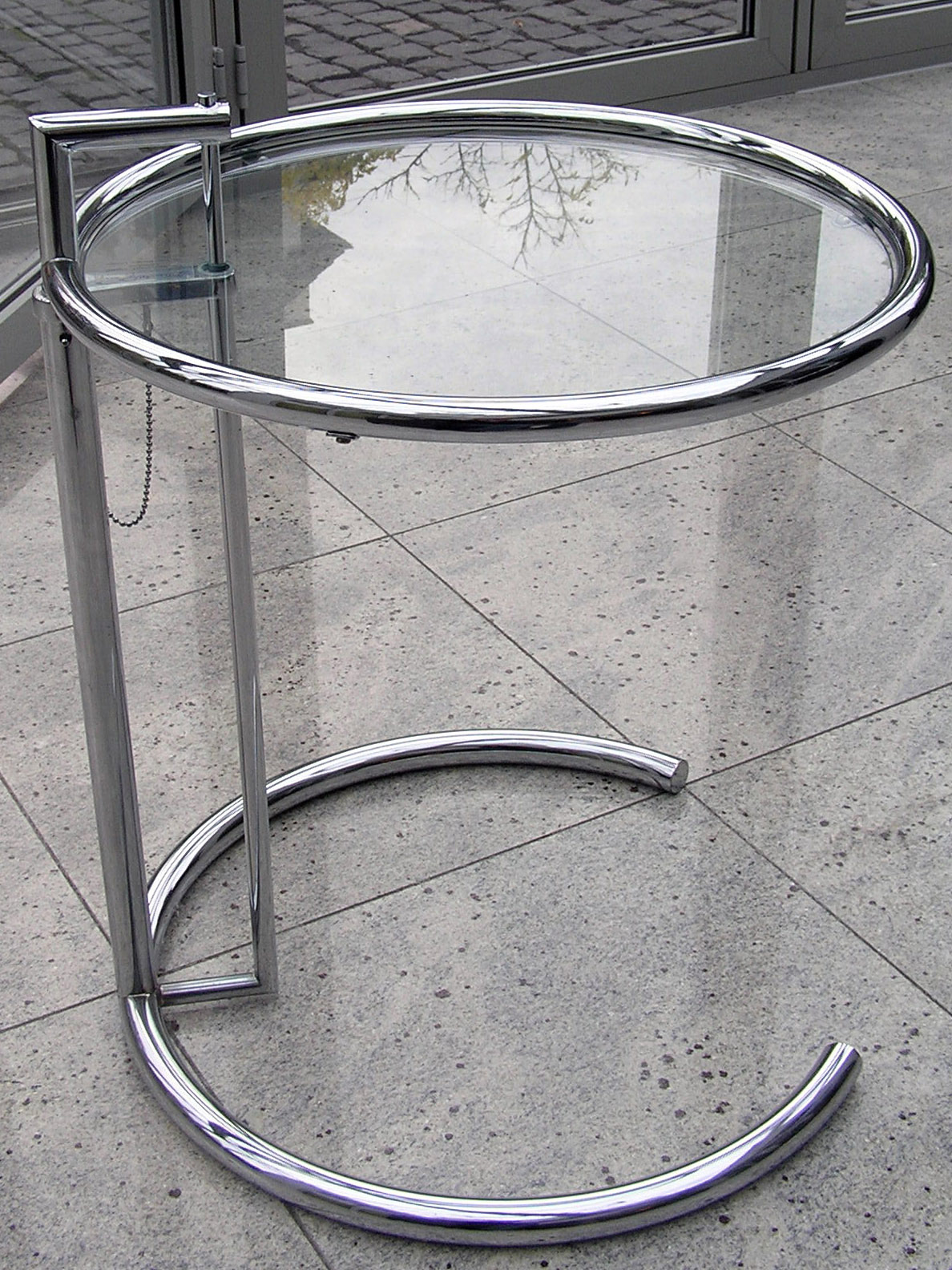
Höj- och sänkbara bordet E.1027, Eileen Gray.